# Apenthecia brincki
Apenthecia brincki är en tvåvingeart som först beskrevs av Walter Leopold Victor Hackman 1960.  Apenthecia brincki ingår i släktet Apenthecia och familjen daggflugor. Inga underarter finns listade i Catalogue of Life.